# 제22회 유럽 영화상
제22회 유럽 영화상은 2009년 12월 12일에 열린 시상식이다.

## 수상 및 후보

### 유러피안 작품상
- 하얀 리본 - 미카엘 하네케 수상
- 피쉬 탱크 - 안드리아 아놀드
- 렛 미 인 - 토마스 알프레드슨
- 예언자 - 자크 오디아르
- 더 리더 - 책 읽어주는 남자 - 스티븐 달드리
- 슬럼독 밀리어네어 - 대니 보일

### 유러피안 디스커버리상
- 까따린 바가 - 피터 스트릭랜드 수상
- 아자미 - 스칸다르 콥티 외1명
- 제방의 저편 - 게오르게 오바슈빌리
- 착한 소녀 - 줄리엣 가르시아
- SONBAHAR - Ozcan Alper

### 유러피안 감독상
- 하얀 리본 - 미카엘 하네케 수상
- 브로큰 임브레이스 - 페드로 알모도바르
- 피쉬 탱크 - 안드리아 아놀드
- 예언자 - 자크 오디아르
- 슬럼독 밀리어네어 - 대니 보일
- 안티크라이스트 - 라스 폰 트리에

### 유러피안 여우주연상
- 더 리더 - 책 읽어주는 남자 - 케이트 윈슬렛 수상
- 브로큰 임브레이스 - 페넬로페 크루즈
- 안티크라이스트 - 샤를로뜨 갱스부르
- 피쉬 탱크 - Katie Jarvis
- 세라핀 - 욜랜드 모로
- 밀레니엄 제1부 - 여자를 증오한 남자들 - 누미 라파스

### 유러피안 남우주연상
- 예언자 - Tahar Rahim 수상
- 바더 마인호프 - 모리츠 블라이브트로이
- 룩킹 포 에릭 - 스티브 이벳츠
- 더 리더 - 책 읽어주는 남자 - 데이빗 크로스
- 슬럼독 밀리어네어 - 데브 파텔
- 승리 - 필리포 티미

### 유러피안 각본상
- 하얀 리본 - 미카엘 하네케 수상
- 예언자 - 자크 오디아르
- 슬럼독 밀리어네어 - 사이몬 뷰포이
- 페라고스토 런치 - 지아니 디 그레고리오

### 유러피안 촬영상
- 슬럼독 밀리어네어 - 안소니 도드 맨틀 수상
- 하얀 리본 - 크리스찬 버거
- 페이퍼 솔저 - Maksim Drozdov 외1명
- 예언자 - 스테판 퐁탠느

### 유러피안 음악상
- 브로큰 임브레이스 - 알베르토 이글레시아스 수상
- 코코 샤넬 - 알렉상드르 데스플라
- 밀레니엄 제1부 - 여자를 증오한 남자들 - Jakob Groth
- 렛 미 인 - 요한 소데르크비스트

### 유럽영화아카데미 우수상
- 예언자 - Brigitte Taillandier 외3명 (음향) 수상
- 승리 - 판리세스카 칼벨리 (편집)
- 코코 샤넬 - 캐서린 레터리어 (의상)
- 바더 마인호프 - Waldemar Pokromski (분장)

### 유럽영화아카데미 평생공로상
- 켄 로치 수상

### 유럽영화아카데미 비평상
- 스위트 러시 - 안제이 바이다 수상

### 유럽영화아카데미 애니메이션상
- 미아와 거인 미구 - 자크 레미 제랄드 수상
- 니코 - 마이클 해트너 외1명
- 켈스의 비밀 - 톰 무어 외1명

### 유럽영화아카데미 다큐멘터리상
- 곤충의 소리 - 피터 리슈티 수상
- 쿠킹 히스토리 - 페테르 케레케스
- 그들만의 세상 - 잔프란코 로시
- 버마 VJ - 안데르스 외스터가르트
- 모로코, 어부로 살기 위하여 - 자와드 랄리브
- 데퍼메이션 - 요아브 샤밀
- DIE FRAU MIT DEN 5 ELEFANTEN - Vadim Jendreyko
- 예닌의 심장 - 레온 겔러 외1명
- PIANOMANIA - Lilian Franck 외1명
- 아녜스 바르다의 해변 - 아녜스 바르다

### 관객상
- 슬럼독 밀리어네어 - 대니 보일 수상
- 바더 마인호프 - 울리히 에델
- 브로큰 임브레이스 - 페드로 알모도바르
- 코코 샤넬 - 안 퐁텐
- 공작부인: 세기의 스캔들 - 사울 딥
- 플라이 미 투 더 문 - 벤 스타센
- 밀레니엄 제1부 - 여자를 증오한 남자들 - 닐스 아르덴 오플레브
- 렛 미 인 - 토마스 알프레드슨
- 페라고스토 런치 - 지아니 디 그레고리오
- 트랜스포터 - 라스트 미션 - 올리비에 메가턴

### 유럽영화아카데미 단편영화-UI
- POSTE RESTANTE - Marcel Lozinski 수상
- 수영 수업 - 대니 드 벤트
- 14 - 아시타 아메레세케레
- Tile M For Murder - Magnus Holmgren
- WAS BLEIBT - David Nawrath
- 헤른 카르프 - 생일 - 롤라 란들
- SZKLANA PULAPKA - Pawel Ferdek
- BETWEEN DREAMS - Iris Olsson
- PETER IN RADIOLAND - Johanna Wagner
- RENOVARE - Paul Negoescu
- 더 허드 - 켄 워드롭
- SINNER - Meni Philip
- BONNE NUIT - Valery Rosier